# Björsäters socken, Östergötland
Björsäters socken i Östergötland ingick i Bankekinds härad (före 1892 även delar i Skärkinds härad), ingår sedan 1971 i Åtvidabergs kommun och motsvarar från 2016 Björsäters distrikt.
Socknens areal är 118,87 kvadratkilometer, varav 101,61 land. År 2000 fanns här 824 invånare. Tätorten Björsäter med sockenkyrkan Björsäters kyrka ligger i socknen. 

## Administrativ historik
Björsäters socken har medeltida ursprung.
Ekhammar, Målstena, Odensgöl hörde fram till 1892 till Yxnerums jordebokssocken i Skärkinds härad men till Björsäters kyrkosocken. År 1892 i jordeboken till Björsäter från Yxnerum 1/4 mantal Frängsbo och 1/4 mantal Åketorp samt från Björsäter till Yxnerum 1 mantal Drängsbo nr 1 och 2.  
Vid kommunreformen 1862 övergick socknens ansvar för de kyrkliga frågorna till Björsäters församling och för de borgerliga frågorna till Björsäters landskommun. Landskommunen utökades 1952 och ingår sedan 1971 i Åtvidabergs kommun. Församlingen uppgick 1 januari 2006 i Björsäter-Yxnerums församling som i sin tur 2010 uppgick i Åtvids församling. 1974 överfördes hit fastigheten Kinäs 1 1 från Östra Ryds socken (församling).
1 januari 2016 inrättades distriktet Björsäter, med samma omfattning som församlingen hade 1999/2000.  
Socknen har tillhört samma fögderier och domsagor som socknens härader.  De indelta soldaterna tillhörde  Första livgrenadjärregementet, Kinda kompani och Andra livgrenadjärregementet, Tjusts kompani.

## Geografi
Björsäters socken ligger kring sjöarna Risten, Teden och vid östra gränsen Borken och Hövern. Socknen är en starkt kuperad skogs- och bergsbygd rik på sjöar.

## Fornlämningar
Kända från socknen är gravfält och tre fornborgar från järnåldern.

## Namnet
Namnet (1378 Byörnmasäter) kommer från kyrkbyn. Förleden björn, aningen syftande på djuret eller ett mansnamn. Efterleden är säter, 'utmarksäng'.

### Fotnoter
1. 1 2  Svensk Uppslagsbok andra upplagan 1947–1955: Björsäter socken
2. 1 2  Harlén, Hans; Harlén Eivy (2003). Sverige från A till Ö: geografisk-historisk uppslagsbok. Stockholm: Kommentus. Libris 9337075. ISBN 91-7345-139-8
3. ↑  ”Församlingar”. Statistiska centralbyrån. https://www.scb.se/hitta-statistik/regional-statistik-och-kartor/regionala-indelningar/forsamlingar/. Läst 30 december 2022.
4. ↑  Administrativ historik för Björsäter socken (Klicka på församlingsposten). Källa: Nationella arkivdatabasen, Riksarkivet.
5. 1 2  Sjögren, Otto (1931). Sverige geografisk beskrivning del 2 Östergötlands, Jönköpings, Kronobergs, Kalmar och Gotlands län. Stockholm: Wahlström & Widstrand. Libris 9939
6. 1 2  Nationalencyklopedin
7. ↑  Fornlämningar, Statens historiska museum: Björsäters socken, Östergötland
8. ↑  Fornminnesregistret, Riksantikvarieämbetet: Björsäters socken, Östergötland Fornminnen i socknen erhålls på kartan genom att skriva in sockennamn (utan "socken") i "Ange geografiskt område"
9. ↑  Mats Wahlberg, red (2003). Svenskt ortnamnslexikon. Uppsala: Institutet för språk och folkminnen. Libris 8998039. ISBN 91-7229-020-X. https://isof.diva-portal.org/smash/get/diva2:1175717/FULLTEXT02.pdf